# Бингол (стадион)
«Бингол» (нидерл. Bingoal Stadion) — многофункциональный стадион в городе Гаага (Нидерланды). Спроектирован и построен фирмой Zwarts & Jansma Architects; строительство закончено в 2007. Стадион используется в основном для соревнований по футболу и хоккею на траве.
Является домашней ареной футбольного клуба АДО Ден Хааг. Вместимость стадиона 15 тысяч человек. Этот стадион заменил предыдущую домашнюю арену клуба АДО Ден Хааг, стадион «Зёйдпарк», вместимость которого была несколько меньше (11 тысяч человек).
В 2014 году стадион являлся основной ареной мужского и женского чемпионатов мира по хоккею на траве.

## Открытие стадиона
Церемония открытия стадиона состоялась 28 июля 2007. До июня 2010 стадион назывался «Ден Хааг», затем клуб АДО Ден Хааг подписал договор со своим спонсором, японской компанией «Kyocera», о переименовании стадиона в честь компании. Когда клуб открыл стадион, Вим Дитман, мэр Гааги, сказал, что стадион обладает самой лучшей системой безопасности в Европе. На стадионе смонтировано большое количество видеокамер системы безопасности, с которых записываются несколько изображений каждого из находящихся на стадионе зрителей, а также система, носящая название «Happy Crowd Control», с которой записываются изображения зрителей при их входе на стадион.
В мае 2017 года АДО Ден Хааг подписал трёхлетнее спонсорское соглашение с производителем одежды «Cars Jeans». Компания стала титульным спонсором и спонсором стадиона. В июне 2022 года спонсором стадиона стала бельгийская букмекерская компания Bingoal.